# Aeroporto di Komatsu
L'Aeroporto di Komatsu (小松飛行場?, Komatsu Hikōjō) è un aeroporto internazionale che serve la città di Komatsu, nella Prefettura di Ishikawa, in Giappone. L'aeroporto è situato a 3 km (1,8 miglia) a sud-est di Komatsu. È il più grande aeroporto della Regione di Hokuriku e serve anche tutta la parte meridionale della Prefettura di Ishikawa, inclusa la capitale Kanazawa (il cui codice IATA è QKW), così come Fukui e la parte settentrionale della Prefettura di Fukui.
La Base Aerea di Komatsu delle Forze di Autodifesa Aerea Giapponesi (in giapponese: 小松基地 Komatsu Kichi) condivide la pista militare con quella dedicata alle operazioni aeree civili; la pista di rullaggio sul lato interno è utilizzata dalla Kōkū Jieitai e quella affacciata sul lato del mare dai voli civili. La base ospita ogni settembre il Kōkū-sai (una manifestazione aerea), con voli dimostrativi di aerei da caccia e di soccorso, nonché della squadra di volo acrobatico "Blue Impulse". Ospita spesso gare tecniche del Kōkū Jieitai. L'"Airspace G" è un ampio spazio aereo di addestramento sopra il Mar del Giappone, a nord della base.
L'aeroporto dispone di un unico terminal che serve voli nazionali e internazionali. Il suo terminal merci, noto come HIACT (Hokuriku International Air Cargo Terminal), è di proprietà di un consorzio di enti governativi e aziendali e mira a fungere da centro di distribuzione internazionale per le merci provenienti dall'Europa e da altri continenti. La superficie della sua pista è stata rimodernata alla fine del 2006 per consentire voli cargo non-stop da e per l'Europa e il Nord America.

## Storia
L'aeroporto era originariamente una base militare della Marina Imperiale Giapponese durante la Seconda Guerra Mondiale. La costruzione delle prime piste di 1.500 metri (da est a ovest) e di 1.700 metri (da nord a sud) fu completata nel 1944. Successivamente, le Forze Armate degli Stati Uniti presero il controllo della base alla fine della guerra nel 1945 e utilizzarono la base come struttura radar. Dall'aeroporto furono effettuati dei voli irregolari per Osaka e Nagoya a partire dal 1955.
La base fu ceduta alla Kōkū Jieitai nel 1958 e fu designata come base per aerei caccia a reazione nel 1960. L'aeroporto di Komatsu fu formalmente inaugurato nel 1961. I servizi di linea regolari per Osaka e Nagoya iniziarono nel 1962, mentre nel 1963 iniziarono i voli per Tokyo, utilizzando aerei Douglas DC-3 e successivamente Fokker F27. Il primo servizio internazionale dell'aeroporto fu un volo charter da Hong Kong nel 1973.
La Prefettura di Ishikawa stanziò dei fondi per la promozione dell'aeroporto nel 2012, in attesa che l'apertura dell'Hokuriku Shinkansen nel 2015 avrebbe avuto un impatto sul traffico della rotta Komatsu-Tokyo.

## Accesso all'aeroporto
L'aeroporto si trova vicino all'Autostrada Hokuriku. È disponibile un servizio autobus verso l'aeroporto dalla Stazione di Kanazawa (40 minuti), la Stazione di Komatsu (15 minuti) e la Stazione di Fukui (1 ora).

## Cronologia degli eventi aeroportuali
Nel corso degli anni, sono avvenuti diversi eventi riguardanti l'aeroporto di Komatsu:
- 1960: la pista viene estesa a 2.400 m. Viene designato come aeroporto condiviso per la difesa e il trasporto civile.
- 1964: la pista viene estesa a 2.700 m per l'introduzione del Lockheed F-104 Starfighter.
- 1973: i jet di linea iniziano a operare sull'aeroporto, i primi sono i Boeing 737.
- 1979: inizia un servizio di linea internazionale per Seul.
- 1980: i Boeing 747 vengono introdotti per i voli verso Tokyo.
- 1981: viene completata la costruzione del nuovo terminal nazionale.
- 1984: viene completata la costruzione del nuovo terminal internazionale.
- 1994: viene completata la costruzione dell'HIACT (International Cargo Building). Designato come zona di libero accesso.
- 1994: Cargolux inizia il servizio di linea internazionale per il trasporto merci tra l'aeroporto e il Lussemburgo.
- 2002: viene completata la costruzione del nuovo terminal HIACT.
- 2004: entra in funzione la nuova torre di controllo.
- 2005: entra in funzione una pista temporanea.
- 2006: viene completato l'ammodernamento della pista permanente. Quest'ultima riprende le sue funzioni.
- 2007: arrivano gli F-15 Eagle e i Boeing C-17 Globemaster III dell'USAF per l'addestramento congiunto con il Kōkū Jieitai.
- 2007: viene aperto un nuovo edificio per il trasporto merci nazionale.

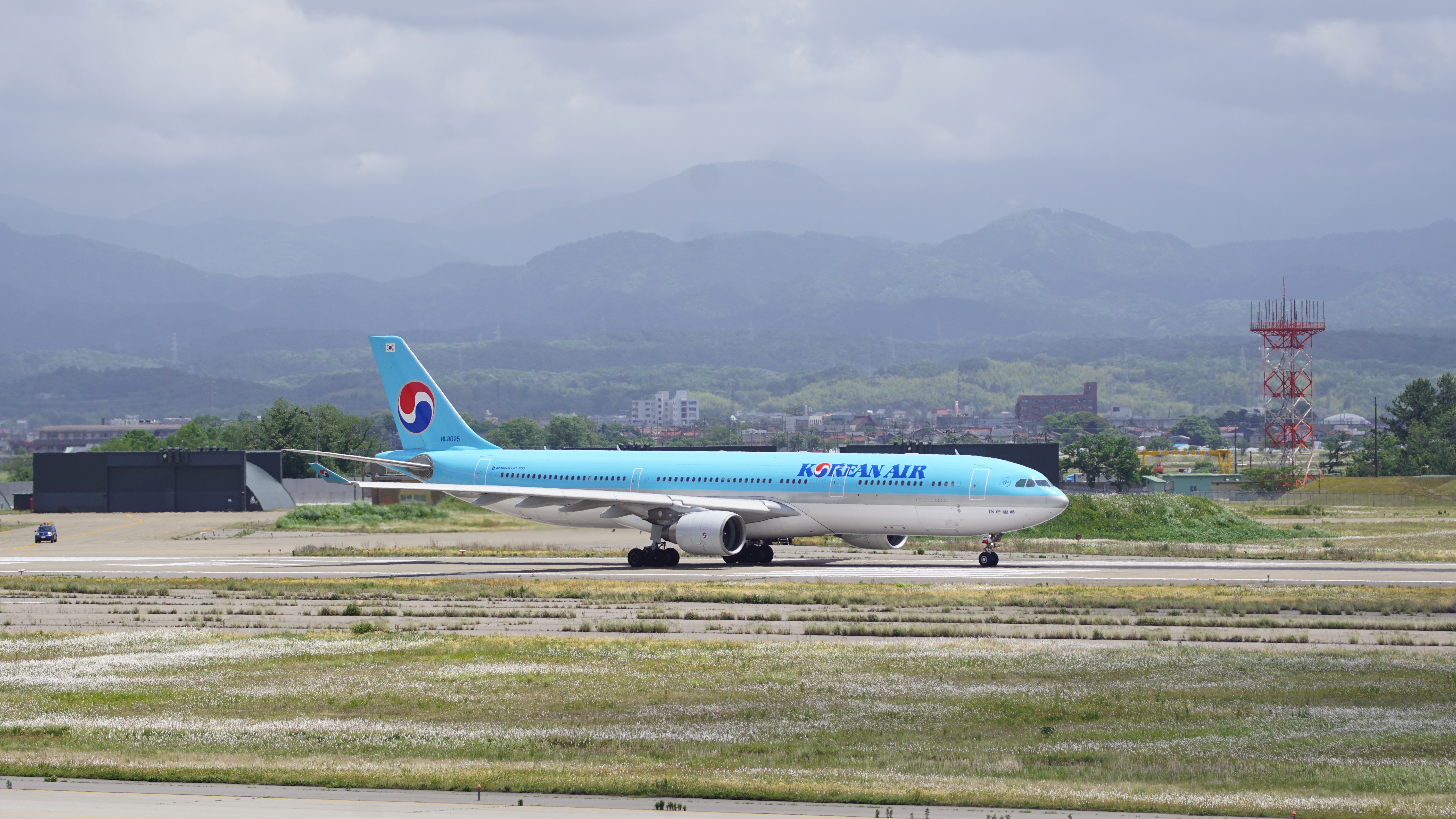
Un Airbus A330-300 di Korean Air all'aeroporto di Komatsu nel 2017.

## Compagnie aeree e destinazioni

### Compagnie aeree passeggeri
Al 2025, diverse compagnie aeree operano sull'aeroporto, le quali volano a loro volta verso altre destinazioni in Giappone e in Asia:
| Compagnia aerea        | Destinazioni                                         | Note  |
| ---------------------- | ---------------------------------------------------- | ----- |
| All Nippon Airways     | Aeroporto di Shin-Chitose, Aeroporto di Tokyo-Haneda |       |
| ANA Wings              | Aeroporto di Fukuoka                                 |       |
| China Eastern Airlines | Aeroporto di Shanghai-Pudong                         |       |
| EVA Air                | Aeroporto di Taipei-Taoyuan                          | [ 6 ] |
| HK Express             | Aeroporto Internazionale di Hong Kong                | [ 7 ] |
| Japan Airlines         | Aeroporto di Tokyo-Haneda                            |       |
| Japan Transocean Air   | Aeroporto di Naha                                    |       |
| Korean Air             | Aeroporto Internazionale di Seul-Incheon             | [ 8 ] |

### Compagnie aeree cargo
| Compagnia aerea | Destinazioni                                         | Note |
| --------------- | ---------------------------------------------------- | ---- |
| Cargolux        | Chicago-O'Hare, Hong Kong, Lussemburgo, Seul-Incheon |      |

## Unità del Kōkū Jieitai

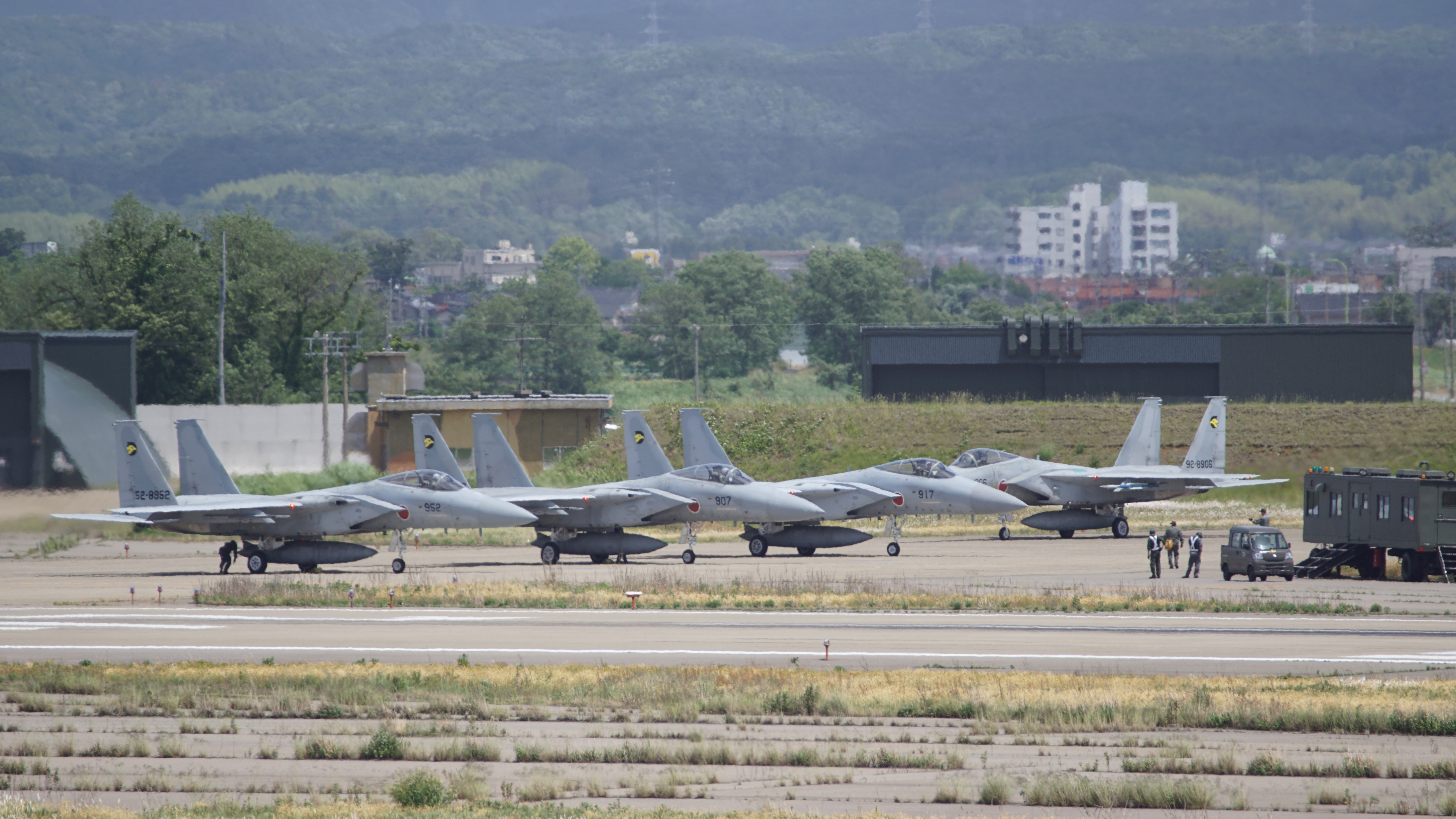
Dei McDonnell Douglas F-15 Eagle del Kōkū Jieitai all'aeroporto di Komatsu nel 2017.

Komatsu è l'unica base di aerei da caccia sulla costa del Mar del Giappone. Le seguenti unità del Kōkū Jieitai sono di stanza a Komatsu:
- 6th Air Wing (第6航空団)
- 303° Squadrone di Caccia Tattico
- 306° Squadrone di Caccia Tattico
- Gruppo di addestramento per combattenti tattici
- Gruppo di ingegneria civile aerea centrale, 2° squadrone (中部航空施設隊第2作業隊)
- Squadrone di soccorso aereo di Komatsu (小松救難隊) – Utilizza elicotteri UH-60J e aerei British Aerospace BAe 125
- Squadrone di controllo del traffico aereo di Komatsu (小松管制隊)
- Squadrone meteorologico di Komatsu (小松気象隊)
- Squadrone della polizia aerea regionale di Komatsu (小松地方警務隊) – Responsabile delle indagini penali sul personale del Kōkū Jieitai nelle prefetture di Ishikawa, Toyama e Fukui.

## Altre strutture
- Ufficio aeroportuale di Komatsu, Ufficio del Trasporto Aereo di Osaka.
- Ufficio dell'Associazione per la Sicurezza del Trasporto Aereo a Komatsu.
- Ufficio per la Prevenzione Incendi e Disastri Naturali, governo della Prefettura di Ishikawa. Equipaggiato con elicotteri Bell 412 per la prevenzione di incendi e disastri.
- Ufficio Operativo di Komatsu, base di "Nakanihon Air Service".